# Pontgouin
Pontgouin és un municipi francès, situat al departament de l'Eure i Loir i a la regió de Centre – Vall del Loira. L'any 2007 tenia 1.005 habitants.

## Demografia

### Població
El 2007 la població de fet de Pontgouin era de 1.005 persones. Hi havia 350 famílies, de les quals 82 eren unipersonals (31 homes vivint sols i 51 dones vivint soles), 117 parelles sense fills, 128 parelles amb fills i 23 famílies monoparentals amb fills.
La població ha evolucionat segons el següent gràfic:
Habitants censats

### Habitatges
El 2007 hi havia 456 habitatges, 366 eren l'habitatge principal de la família, 43 eren segones residències i 48 estaven desocupats. 438 eren cases i 17 eren apartaments. Dels 366 habitatges principals, 276 estaven ocupats pels seus propietaris, 83 estaven llogats i ocupats pels llogaters i 7 estaven cedits a títol gratuït; 18 tenien dues cambres, 59 en tenien tres, 124 en tenien quatre i 164 en tenien cinc o més. 274 habitatges disposaven pel capbaix d'una plaça de pàrquing. A 164 habitatges hi havia un automòbil i a 173 n'hi havia dos o més.

### Piràmide de població
La piràmide de població per edats i sexe el 2009 era:
| Homes | Edats   | Dones |
| ----- | ------- | ----- |
| 4     | 95 o +  | 0     |
| 12    | 90 a 94 | 12    |
| 12    | 85 a 89 | 16    |
| 8     | 80 a 84 | 8     |
| 8     | 75 a 79 | 20    |
| 16    | 70 a 74 | 24    |
| 16    | 65 a 69 | 20    |
| 28    | 60 a 64 | 24    |
| 44    | 55 a 59 | 28    |
| 20    | 50 a 54 | 28    |
| 36    | 45 a 49 | 32    |
| 20    | 40 a 44 | 24    |
| 40    | 35 a 39 | 24    |
| 32    | 30 a 34 | 32    |
| 36    | 25 a 29 | 32    |
| 20    | 20 a 24 | 16    |
| 40    | 15 a 19 | 24    |
| 24    | 10 a 14 | 12    |
| 32    | 5 a 9   | 28    |
| 4     | 0 a 4   | 16    |

## Economia
El 2007 la població en edat de treballar era de 607 persones, 449 eren actives i 158 eren inactives. De les 449 persones actives 412 estaven ocupades (217 homes i 195 dones) i 37 estaven aturades (19 homes i 18 dones). De les 158 persones inactives 52 estaven jubilades, 67 estaven estudiant i 39 estaven classificades com a «altres inactius».

### Ingressos
El 2009 a Pontgouin hi havia 382 unitats fiscals que integraven 965 persones, la mediana anual d'ingressos fiscals per persona era de 17.711 €.

### Activitats econòmiques
Dels 30 establiments que hi havia el 2007, 1 era d'una empresa alimentària, 1 d'una empresa de fabricació de material elèctric, 2 d'empreses de fabricació d'altres productes industrials, 6 d'empreses de construcció, 6 d'empreses de comerç i reparació d'automòbils, 4 d'empreses de transport, 2 d'empreses d'hostatgeria i restauració, 1 d'una empresa immobiliària, 1 d'una empresa de serveis, 5 d'entitats de l'administració pública i 1 d'una empresa classificada com a «altres activitats de serveis».
Dels 8 establiments de servei als particulars que hi havia el 2009, 1 era un taller de reparació d'automòbils i de material agrícola, 4 guixaires pintors, 1 electricista, 1 perruqueria i 1 restaurant.
Dels 2 establiments comercials que hi havia el 2009, 1 era una botiga de més de 120 m² i 1 una botiga de menys de 120 m².
L'any 2000 a Pontgouin hi havia 20 explotacions agrícoles que ocupaven un total de 1.616 hectàrees.

## Equipaments sanitaris i escolars
El 2009 hi havia una escola elemental.

## Poblacions més properes
El següent diagrama mostra les poblacions més properes.